# Quốc lộ 6 (Campuchia)

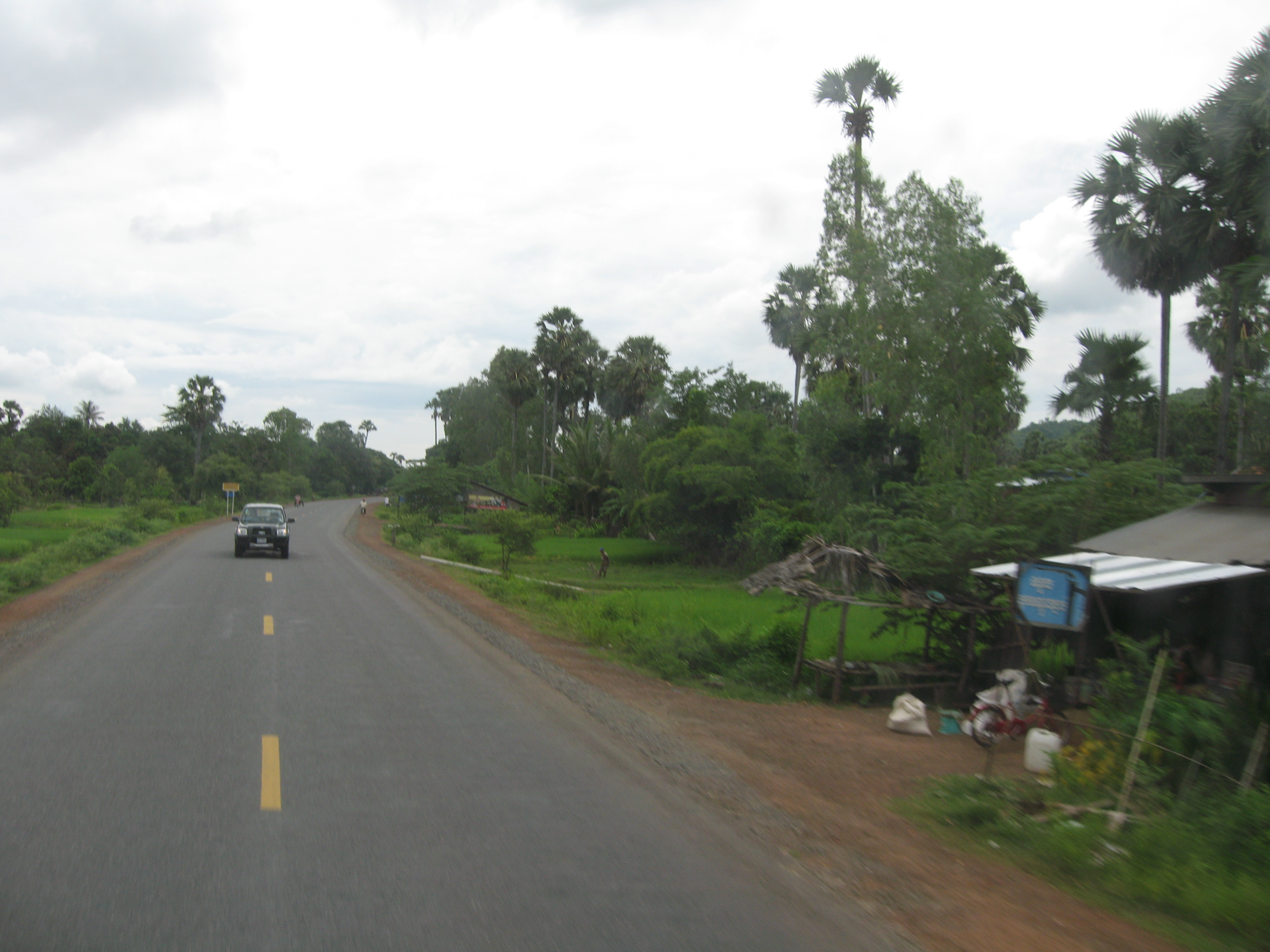
Quốc lộ 6

Quốc lộ 6 (10006) là một tuyến đường bộ ở Campuchia. Với chiều dài 416 km, tuyến đường này nối Phnom Penh với Banteay Meanchey.